# Claudioperla tigrina
Claudioperla tigrina är en bäcksländeart som först beskrevs av František Klapálek 1904.  Claudioperla tigrina ingår i släktet Claudioperla och familjen Gripopterygidae. Inga underarter finns listade i Catalogue of Life.